# Ландо (кузов)

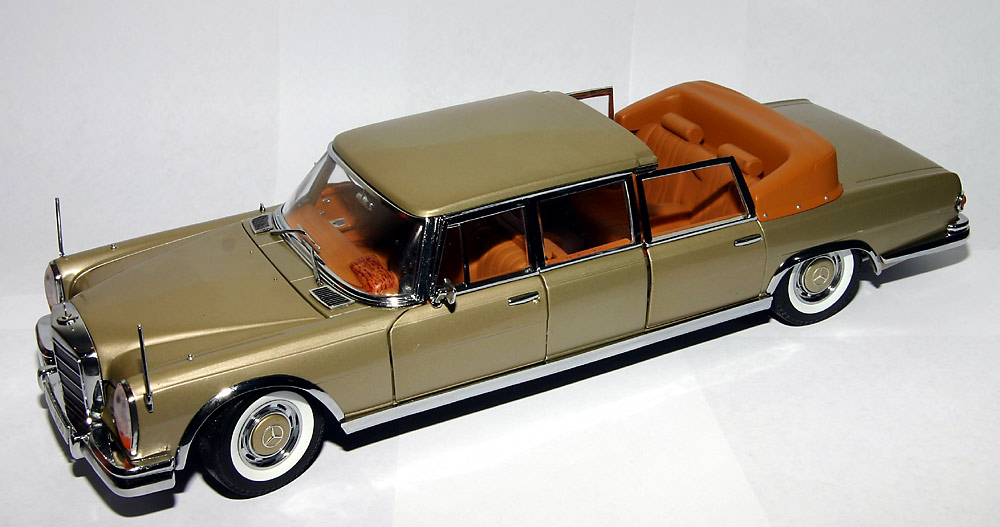
Модель Mercedes-Benz-ландо

Ландо́ (від фр. landau) — тип кузова, у якого верх від передньої до середньої стійки фіксований, а м'яка задня частина може відкидатись.
Історично «ландо» — тип карети з відкидним верхом на чотири місця, який отримав назву на честь німецького міста Ландау, у якому їх вперше виготовлено.